# Imbuí
O Imbuí é um bairro nobre da cidade de Salvador, no estado da Bahia, no Brasil. É, predominantemente, residencial e de classe média alta.
É vizinho aos bairros da Boca do Rio e Narandiba, e próximo aos bairros de Patamares, STIEP e Costa Azul. Suas principais vias sãoː a avenida Paralela, a Avenida Jorge Amado e a Avenida  Otávio Mangabeira, na orla. Ainda na parte de infraestrutura, foi implantada, recentemente, o Complexo Viário do Imbuí, que melhorou o trânsito na região.
Apresenta um grande número de centros comerciais de pequeno porte, supermercados, clínicas, restaurantes, bares, colégios/escolas e faculdades. Os centro comerciais mais conhecidos sãoː o Caboatã, Imbuí Plaza, Centro Comercial Imbuí (CCI), Silver e Gaivota.

## Etimologia
Existem duas hipóteses etimológicas para a origem do topônimo "Imbuí", todas com origem na língua tupi antiga:
- viria do termo mboî'y, "rio das cobras" (mboîa, cobra e y, rio);
- viria do termo imbu'y, "rio dos imbus" (imbu, imbu e y, rio).[5]

## História
Inicialmente, o bairro era conhecido como Bolandeiras, e era caracterizado pelas suas dunas. A partir de 1978, com a construção de condomínios residenciais como o Rio das Pedras, o Parque Residencial Vivendas e o Moradas do Imbuí às margens da avenida Luiz Viana (Paralela), o bairro passou a ser conhecido pelo seu atual nome. Inicialmente, sua população era constituída por trabalhadores do Polo Industrial de Camaçari.
Nos últimos anos, o bairro tem crescido muito, com a construção de uma série de edifícios, entre eles edifícios construídos por construtoras portuguesas, incluindo um recente prédio de 26 andares, um marco na verticalização do bairro. Esse processo de verticalização já afetou até lugares vizinhos, como o condomínio Marback. Adicionalmente, observa-se o crescente número de moradias de classe baixa, instaladas em áreas do bairro anteriormente pouco habitadas, caracterizando um processo de urbanização desregrado, muitas vezes associado às chamadas 'invasões', num processo similar ao ocorrido no bairro vizinho, a Boca do Rio. Uma pesquisa feita pelo jornal Correio em 2016 indicou que o bairro tem o quarto melhor preço de aluguel de imóvel em Salvador.

## Segurança
Em 2012 o bairro foi destacado positivamente em uma pesquisa do jornal Correio por não ter sido registrado nenhum homicídio ao longo do ano. Segundo a delegada  Francineide "O trabalho da polícia é diferenciado, porque a viatura transita tranquilamente nas ruas. Na Engomadeira (vizinho ao Cabula) o acesso é prejudicado, há muitos becos onde carros não entram, as casas são construídas de forma mais improvisada."